# 국제연맹 상임이사국
국제연맹 상임이사국(영어: Permanent members of the League of Nations)은 국제연맹 집행이사회의 상임이사국으로서 연례 선거 없이 집행이사회에 참석할 수 있었던 회원국을 말한다. 국제연맹에서 제명되거나 자발적으로 탈퇴하지 않는 한, 이들 국가는 국제연맹 집행이사회에서 상임이사국 지위를 보유할 수 있었다.

## 상임이사국 변천사
국제연맹 상임이사국은 아래와 같이 변해 왔다.
- 1920년 - 국제연맹 창립. 창립 당시 상임이사국은 프랑스, 영국(창립 당시에는 그레이트브리튼 아일랜드 연합왕국), 일본 제국, 이탈리아 왕국 4개국이었다. 미국은 원래 국제연맹 규약에 따라 상임이사국으로 내정되어 있었으나, 미국 의회가 국제연맹 규약 비준안을 부결시키면서 무산되었다.
  -  프랑스
  -  영국
  -  이탈리아 왕국
  -  일본 제국

- 1926년 - 독일(가입 당시에는 바이마르 공화국)이 국제연맹에 가입하고 상임이사국이 되면서 5개국으로 늘어났다.
  -  프랑스
  -  영국
  -  이탈리아 왕국
  -  일본 제국
  -  독일

- 1933년 - 일본 제국이 1933년 3월 27일에 국제연맹이 리튼 조사단의 보고서를 통해 일본 제국의 만주 침공, 일본 제국의 괴뢰 국가였던 만주국 수립을 문제삼은 것에 대한 항의의 표시로 탈퇴했다. 또한 1933년 10월 19일에는 나치 독일이 독일의 군비 증강 문제를 둘러싼 국제연맹과의 갈등으로 인하여 탈퇴했다. 이에 따라 국제연맹 상임이사국 수는 3개국으로 줄어들었다.
  -  프랑스
  -  영국
  -  이탈리아 왕국

- 1934년 - 소련이 국제연맹에 가입하고 상임이사국이 되면서 다시 4개국으로 늘어났다.
  -  프랑스
  -  영국
  -  이탈리아 왕국
  -  소련

- 1937년 - 이탈리아 왕국이 1937년 12월 11일에 이탈리아 왕국의 에티오피아 침공과 관련된 국제연맹의 제재 조치에 대한 항의의 표시로 탈퇴했다. 이에 따라 국제연맹 상임이사국 수는 다시 3개국으로 줄어들었다.
  -  프랑스
  -  영국
  -  소련

- 1939년 - 소련이 1939년 12월 14일에 핀란드를 침공하여 겨울 전쟁을 일으킨 책임을 물어 국제연맹에서 제명되면서 2개국으로 줄어들었다.
  -  프랑스
  -  영국

## 상임이사국에 합류할 가능성이 있었던 국가
일부 국가는 국제연맹 상임이사국 진출 기회를 가졌지만, 이런저런 이유로 무산되었다. 독일(바이마르 공화국)은 1925년 10월 16일에 제1차 세계 대전의 몇몇 연합국들이 로카르노 조약을 체결했고, 1926년에 국제연맹에 가입했다. 독일은 국제연맹 집행이사회 상임이사국 진출을 요구했고 브라질·스페인·폴란드도 상임이사국 자격을 동시에 획득할 것을 제안했으나, 주요 강대국들에 의해 거부되었다. 특히 브라질과 스페인은 독일의 국제연맹 가입에 거부권을 행사하겠다고 위협했고, 벨기에, 중화민국도 상임이사국 지위 확보를 요구했다. 이에 대해 구스타프 슈트레제만 독일 외무장관은 독일을 제외한 어느 나라도 상임이사국이 되면 국제연맹 가입을 포기하겠다고 밝혔고, 스웨덴도 독일을 제외한 모든 나라들의 상임이사국 지위 신청에 반대표를 던지겠다고 밝혔다.
국제연맹 집행이사회는 거듭된 협상 끝에 독일의 국제연맹 상임이사국 진출을 수용하는 한편, 비상임이사국 몫인 6석을 9석으로 확대하기로 결정했다. 이 가운데 2, 3석에 대해서는 국제연맹 총회에 참석한 회원국들 가운데 2/3 이상의 찬성표를 얻어 연속 당선 불가 규정을 깨기로 결정했는데, 강대국과 약소국 사이에 끼어 있던 폴란드·스페인·브라질에 이른바 '준상임이사국'이라고 부르는 특별한 지위를 부여할 계획이었다. 이러한 계획에 대해 폴란드는 보상안을 받아들인 반면, 스페인과 브라질은 타협을 거부하고 탈퇴를 선언했다.
- 국제연맹 준상임이사국으로 선출되었던 국가
  -  폴란드 (1926년 ~ 1939년)
  -  스페인 (1928년 ~ 1937년): 스페인은 원래 1926년부터 국제연맹 준상임이사국으로 활동할 계획이었으나 같은 해에 국제연맹 탈퇴를 선언하면서 무산되었다. 그러다가 1928년에 국제연맹에 복귀하면서 준상임이사국 지위를 획득했으나, 1937년에 스페인 내전의 여파에 따른 정국 불안정으로 인하여 사퇴했다.

## 비상임이사국
| 연도 (비상임이사국 수)  | 비상임이사국 |
| ----------------------- | --- |
| 1920년 (5개국)          | 벨기에 (1920년 ~ 1926년) 브라질 (1920년 ~ 1926년) 중화민국 (1920년 ~ 1923년) 그리스 (1920년) 스페인 (1920년 ~ 1926년) |
| 1921년 ~ 1922년 (4개국) | 벨기에 (1920년 ~ 1926년) 브라질 (1920년 ~ 1926년) 중화민국 (1920년 ~ 1923년) 스페인 (1920년 ~ 1926년) |
| 1923년 (7개국)          | 벨기에 (1920년 ~ 1926년) 브라질 (1920년 ~ 1926년) 중화민국 (1920년 ~ 1923년) 체코슬로바키아 (1923년 ~ 1926년) 스웨덴 (1923년 ~ 1926년) 스페인 (1920년 ~ 1926년) 우루과이 (1923년 ~ 1926년) |
| 1924년 ~ 1925년 (6개국) | 벨기에 (1920년 ~ 1926년) 브라질 (1920년 ~ 1926년) 체코슬로바키아 (1923년 ~ 1926년) 스웨덴 (1923년 ~ 1926년) 스페인 (1920년 ~ 1926년) 우루과이 (1923년 ~ 1926년) |
| 1926년 (12개국)         | 벨기에 (1920년 ~ 1926년) 브라질 (1920년 ~ 1926년) 칠레 (1926년 ~ 1929년) 중화민국 (1926년 ~ 1928년) 콜롬비아 (1926년 ~ 1928년) 체코슬로바키아 (1923년 ~ 1926년) 엘살바도르 (1926년) 네덜란드 (1926년 ~ 1928년) 루마니아 왕국 (1926년 ~ 1929년) 스웨덴 (1923년 ~ 1926년) 스페인 (1920년 ~ 1926년) 우루과이 (1923년 ~ 1926년)                                           |
| 1927년 (8개국)          | 캐나다 (1927년 ~ 1930년) 칠레 (1926년 ~ 1929년) 중화민국 (1926년 ~ 1928년) 콜롬비아 (1926년 ~ 1928년) 쿠바 (1927년 ~ 1930년) 핀란드 (1927년 ~ 1930년) 네덜란드 (1926년 ~ 1928년) 루마니아 왕국 (1926년 ~ 1929년) |
| 1928년 (10개국)         | 캐나다 (1927년 ~ 1930년) 칠레 (1926년 ~ 1929년) 중화민국 (1926년 ~ 1928년) 콜롬비아 (1926년 ~ 1928년) 쿠바 (1927년 ~ 1930년) 핀란드 (1927년 ~ 1930년) 네덜란드 (1926년 ~ 1928년) 페르시아 제국 (1928년 ~ 1931년) 루마니아 왕국 (1926년 ~ 1929년) 베네수엘라 (1928년 ~ 1931년)                                                                                         |
| 1929년 (9개국)          | 캐나다 (1927년 ~ 1930년) 칠레 (1926년 ~ 1929년) 쿠바 (1927년 ~ 1930년) 핀란드 (1927년 ~ 1930년) 페르시아 제국 (1928년 ~ 1931년) 페루 (1929년 ~ 1932년) 루마니아 왕국 (1926년 ~ 1929년) 베네수엘라 (1928년 ~ 1931년) 유고슬라비아 왕국 (1929년 ~ 1932년) |
| 1930년 (10개국)         | 캐나다 (1927년 ~ 1930년) 쿠바 (1927년 ~ 1930년) 핀란드 (1927년 ~ 1930년) 과테말라 (1930년 ~ 1933년) 아일랜드 (1930년 ~ 1933년) 노르웨이 (1930년 ~ 1933년) 페르시아 제국 (1928년 ~ 1931년) 페루 (1929년 ~ 1932년) 베네수엘라 (1928년 ~ 1931년) 유고슬라비아 왕국 (1929년 ~ 1932년)                                                                                     |
| 1931년 (9개국)          | 중화민국 (1931년 ~ 1934년) 과테말라 (1930년 ~ 1933년) 아일랜드 (1930년 ~ 1933년) 노르웨이 (1930년 ~ 1933년) 파나마 (1931년 ~ 1934년) 페르시아 제국 (1928년 ~ 1931년) 페루 (1929년 ~ 1932년) 베네수엘라 (1928년 ~ 1931년) 유고슬라비아 왕국 (1929년 ~ 1932년) |
| 1932년 (9개국)          | 중화민국 (1931년 ~ 1934년) 체코슬로바키아 (1932년 ~ 1935년) 과테말라 (1930년 ~ 1933년) 아일랜드 (1930년 ~ 1933년) 멕시코 (1932년 ~ 1935년) 노르웨이 (1930년 ~ 1933년) 파나마 (1931년 ~ 1934년) 페루 (1929년 ~ 1932년) 유고슬라비아 왕국 (1929년 ~ 1932년) |
| 1933년 (11개국)         | 아르헨티나 (1933년 ~ 1936년) 오스트레일리아 (1933년 ~ 1936년) 중화민국 (1931년 ~ 1934년) 체코슬로바키아 (1932년 ~ 1935년) 덴마크 (1933년 ~ 1936년) 과테말라 (1930년 ~ 1933년) 아일랜드 (1930년 ~ 1933년) 멕시코 (1932년 ~ 1935년) 노르웨이 (1930년 ~ 1933년) 파나마 (1931년 ~ 1934년) 포르투갈 (1933년 ~ 1936년)                                                      |
| 1934년 (10개국)         | 아르헨티나 (1933년 ~ 1936년) 오스트레일리아 (1933년 ~ 1936년) 칠레 (1934년 ~ 1937년) 중화민국 (1931년 ~ 1934년) 체코슬로바키아 (1932년 ~ 1935년) 덴마크 (1933년 ~ 1936년) 멕시코 (1932년 ~ 1935년) 파나마 (1931년 ~ 1934년) 포르투갈 (1933년 ~ 1936년) 튀르키예 (1934년 ~ 1937년)                                                                                     |
| 1935년 (9개국)          | 아르헨티나 (1933년 ~ 1936년) 오스트레일리아 (1933년 ~ 1936년) 칠레 (1934년 ~ 1937년) 덴마크 (1933년 ~ 1936년) 에콰도르 (1935년 ~ 1938년) 멕시코 (1932년 ~ 1935년) 포르투갈 (1933년 ~ 1936년) 루마니아 왕국 (1935년 ~ 1938년) 튀르키예 (1934년 ~ 1937년) |
| 1936년 (13개국)         | 아르헨티나 (1933년 ~ 1936년) 오스트레일리아 (1933년 ~ 1936년) 볼리비아 (1936년 ~ 1939년) 칠레 (1934년 ~ 1937년) 중화민국 (1936년 ~ 1939년) 덴마크 (1933년 ~ 1936년) 에콰도르 (1935년 ~ 1938년) 라트비아 (1936년 ~ 1939년) 뉴질랜드 (1936년 ~ 1939년) 포르투갈 (1933년 ~ 1936년) 루마니아 왕국 (1935년 ~ 1938년) 스웨덴 (1936년 ~ 1939년) 튀르키예 (1934년 ~ 1937년)   |
| 1937년 (12개국)         | 벨기에 (1937년 ~ 1939년) 볼리비아 (1936년 ~ 1939년) 칠레 (1934년 ~ 1937년) 중화민국 (1936년 ~ 1939년) 에콰도르 (1935년 ~ 1938년) 이란 (1937년 ~ 1939년) 라트비아 (1936년 ~ 1939년) 뉴질랜드 (1936년 ~ 1939년) 페루 (1937년 ~ 1939년) 루마니아 왕국 (1935년 ~ 1938년) 스웨덴 (1936년 ~ 1939년) 튀르키예 (1934년 ~ 1937년)                                              |
| 1938년 (13개국)         | 벨기에 (1937년 ~ 1939년) 볼리비아 (1936년 ~ 1939년) 중화민국 (1936년 ~ 1939년) 도미니카 공화국 (1938년 ~ 1939년) 에콰도르 (1935년 ~ 1938년) 그리스 (1938년 ~ 1939년) 이란 (1937년 ~ 1939년) 라트비아 (1936년 ~ 1939년) 뉴질랜드 (1936년 ~ 1939년) 페루 (1937년 ~ 1939년) 루마니아 왕국 (1935년 ~ 1938년) 스웨덴 (1936년 ~ 1939년) 유고슬라비아 왕국 (1938년 ~ 1939년) |
| 1939년 (13개국)         | 벨기에 (1937년 ~ 1939년) 볼리비아 (1936년 ~ 1939년) 중화민국 (1936년 ~ 1939년) 도미니카 공화국 (1938년 ~ 1939년) 이집트 왕국 (1939년) 그리스 (1938년 ~ 1939년) 이란 (1937년 ~ 1939년) 라트비아 (1936년 ~ 1939년) 뉴질랜드 (1936년 ~ 1939년) 페루 (1937년 ~ 1939년) 남아프리카 연방‏‎ (1939년) 스웨덴 (1936년 ~ 1939년) 유고슬라비아 왕국 (1938년 ~ 1939년)              |

## 같이 보기
- 국제연맹 회원국